# 3995 Sakaino
3995 Sakaino è un asteroide della fascia principale. Scoperto nel 1988, presenta un'orbita caratterizzata da un semiasse maggiore pari a 2,6340798 UA e da un'eccentricità di 0,0952216, inclinata di 9,31163° rispetto all'eclittica.